# Liste der portugiesischen Botschafter in Kirgisistan
Die Liste der portugiesischen Botschafter in Kirgisistan listet die Botschafter Portugals in Kirgisistan auf. 
Erstmals akkreditierte sich im Jahr 1996 ein portugiesischer Vertreter in der kirgisischen Hauptstadt Bischkek. Eine eigene Botschaft eröffnete Portugal dort nicht, der Portugiesische Botschafter in Russland ist seither auch für Kirgisistan zuständig und wird dort dazu zweitakkreditiert.

## Missionschefs
| Name                                    | Bild        | Amtszeit    | Anmerkungen                                                    |
| Kirgisistan                             | Kirgisistan | Kirgisistan | Kirgisistan                                                    |
| --------------------------------------- | ----------- | ----------- | -------------------------------------------------------------- |
| João Pacheco Luís Gomes                 |             | ab 1996     | Botschafter mit Amtssitz Moskau, 1996 in Bischkek akkreditiert |
| Jorge Ryder Torres Pereira              |             | ab 2001     | Übergangs-Geschäftsträger                                      |
| João Diogo Nunes Barata                 |             | ab 2002     | Botschafter mit Amtssitz Moskau                                |
| Manuel Marcelo Monteiro Curto           |             | ab 2004     | Botschafter mit Amtssitz Moskau                                |
| Pedro Nuno de Abreu e Melo Bártolo      |             | ab 2009     | Botschafter mit Amtssitz Moskau                                |
| Paulo João Lopes do Rego Vizeu Pinheiro |             | seit 2017   | Botschafter mit Amtssitz Moskau                                |